# Synidotea muricata
Synidotea muricata là một loài chân đều trong họ Idoteidae. Loài này được Harford miêu tả khoa học năm 1877.